# Kłaj

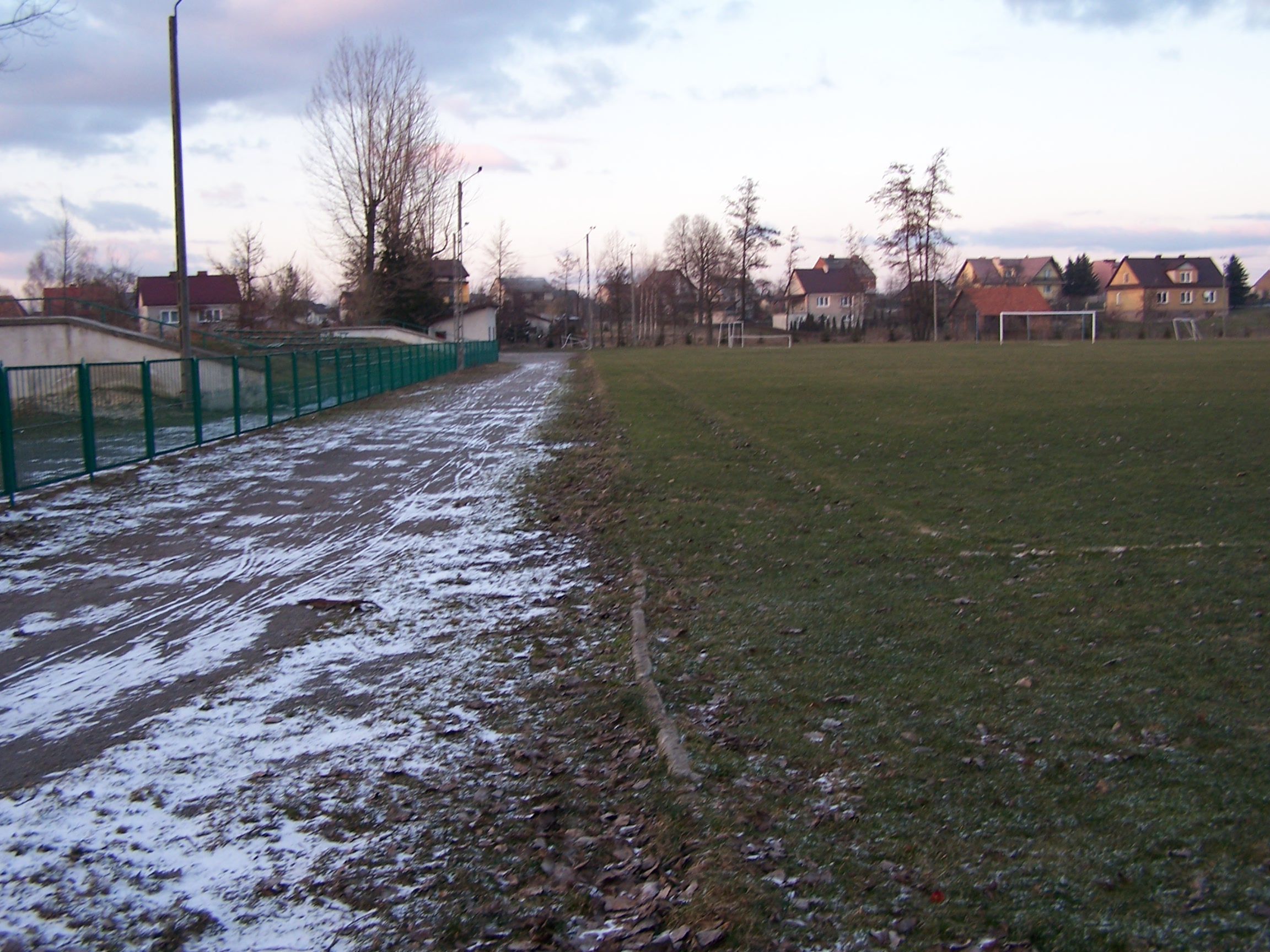
Boisko sportowe w Kłaju

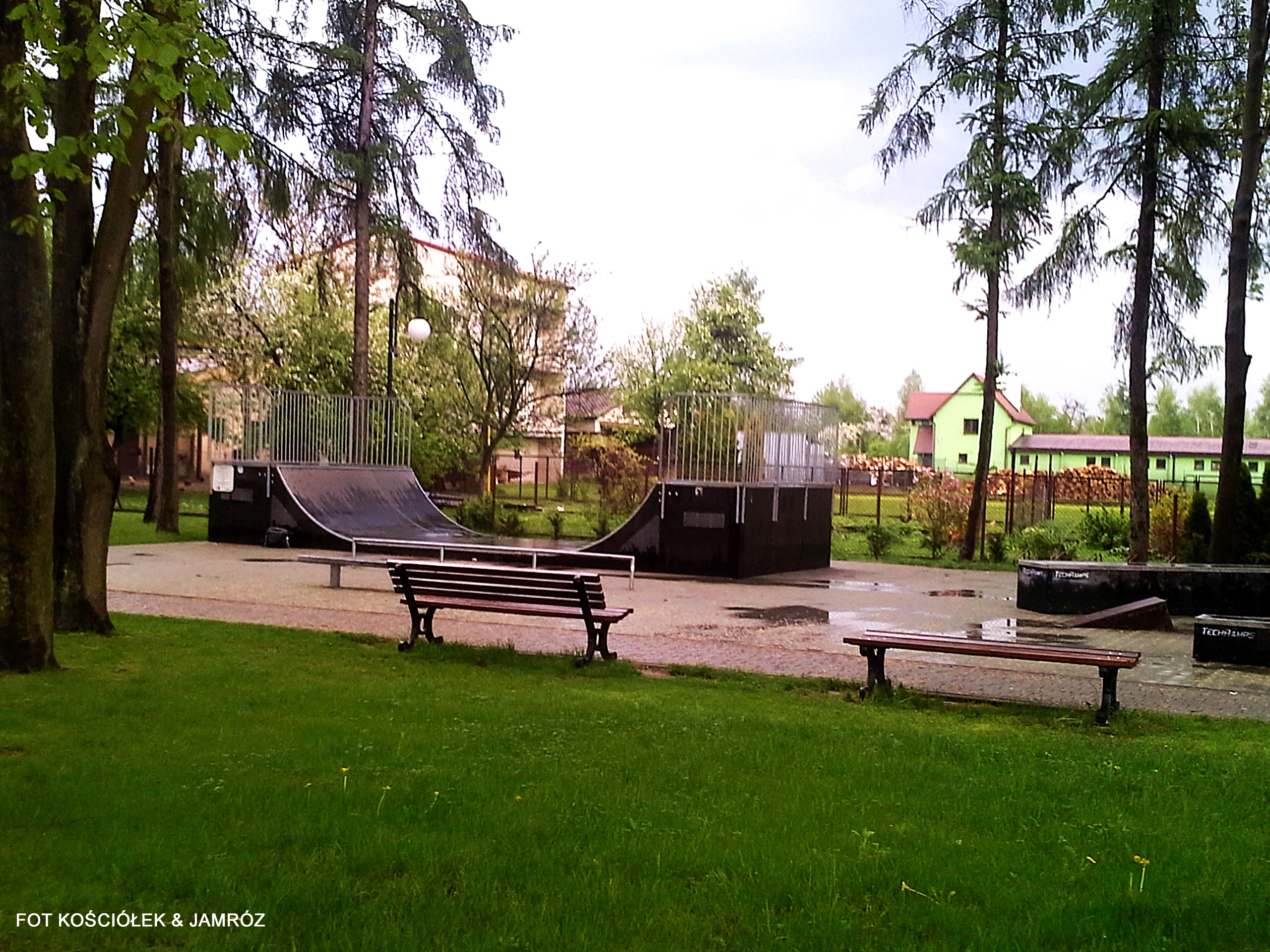
Skate Park w Kłaju

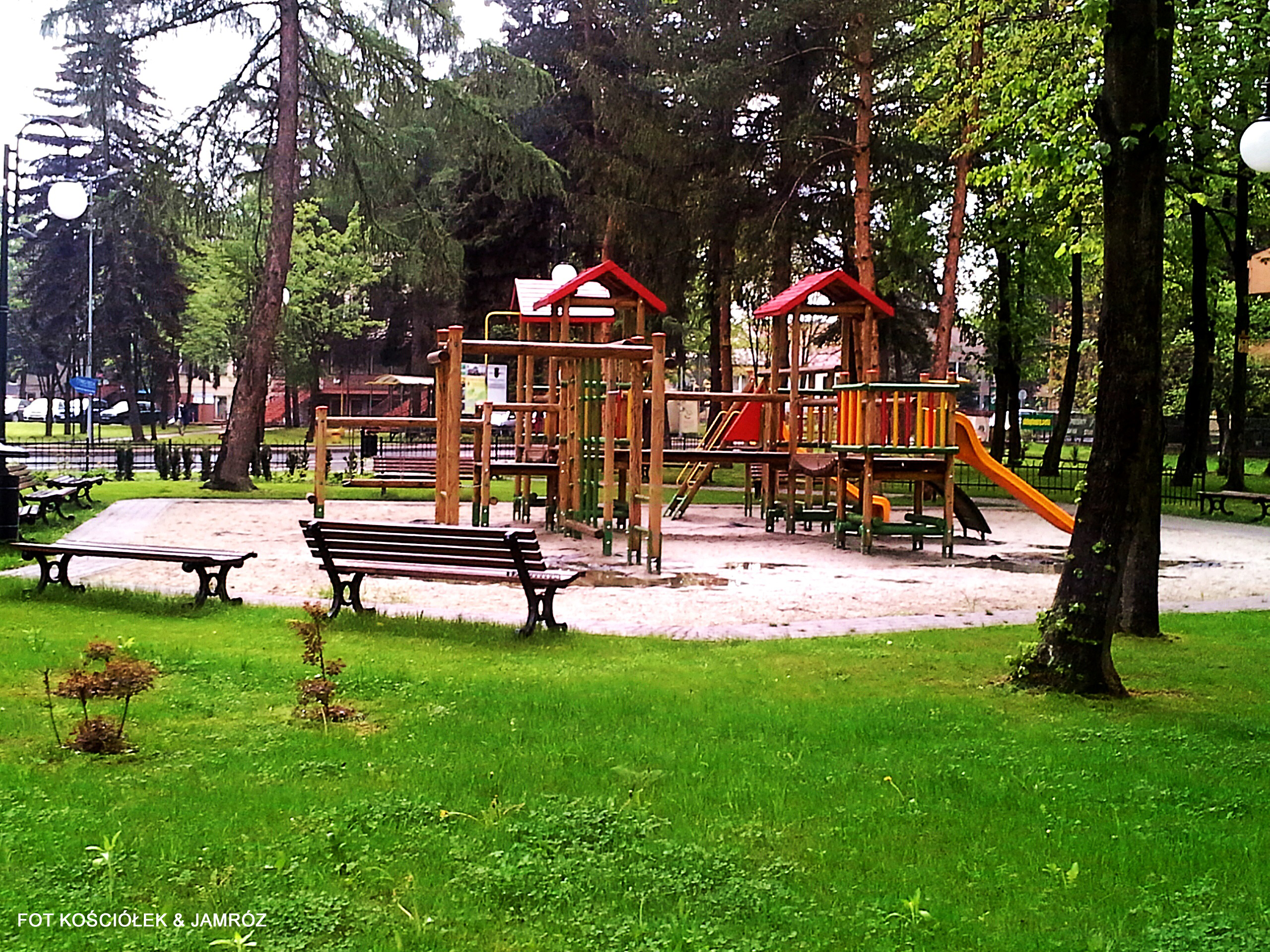
Plac Zabaw w Kłaju

Kłaj – wieś w Polsce położona w województwie małopolskim, w powiecie wielickim, w gminie Kłaj. Miejscowość jest siedzibą gminy Kłaj.
W latach 1954–1972 wieś należała i była siedzibą władz gromady Kłaj. W latach 1975–1998 miejscowość administracyjnie należała do województwa krakowskiego.

## Opis
Miejscowość znajduje się w południowo-zachodniej części Kotliny Sandomierskiej, na terenach nizinnych.
We wsi znajduje się stacja kolejowa. Przez centrum Kłaja biegnie droga lokalna z Niepołomic do Bochni.

## Historia
Początki wsi datuje się na XIII wiek, jej część należała do klasztoru bożogrobców w Miechowie. Po rozbiorze w 1772 roku pozostała w zaborze austriackim.
W czasie pierwszej wojny światowej duża część Kłaja spłonęła.
W latach 70. i 80. XX w. zbudowane zostało – przy dużym wsparciu mieszkańców – nowoczesne centrum wiejskie, w którym m.in. mieści się Urząd Gminy.
Wieś jest zgazyfikowana, posiada też wodociągi i kanalizację.
We wrześniu 2007 roku w miejscowym Zespole Szkół Ogólnokształcących odbyła się uroczysta inauguracja przy obecności kard. Stanisława Dziwisza roku szkolnego w Małopolsce. Wówczas szkole  nadano imię ks. Jana Twardowskiego, oraz oddano do użytku nowoczesną halę widowiskowo-sportową.

## Części wsi
| SIMC    | Nazwa        | Rodzaj    |
| ------- | ------------ | --------- |
| 0321767 | Gęsiarnia    | część wsi |
| 0321773 | Goły Brzeg   | część wsi |
| 0321780 | Gradowić     | część wsi |
| 0321796 | Grzybówka    | część wsi |
| 0321804 | Na Parcelach | część wsi |
| 0321810 | Podlas       | część wsi |
| 0321827 | Skotnica     | część wsi |
| 0321833 | Wądoły       | część wsi |
| 0321840 | Wieś         | część wsi |
| 0321856 | Zamoście     | część wsi |

## Sport
Od 1947 roku w Kłaju działa piłkarski klub TS „Wolni Kłaj”, którego drużyna seniorska bierze udział w sezonie 2025/2026 w rozgrywkach klasy okręgowej, gr. Kraków III.

## Galeria

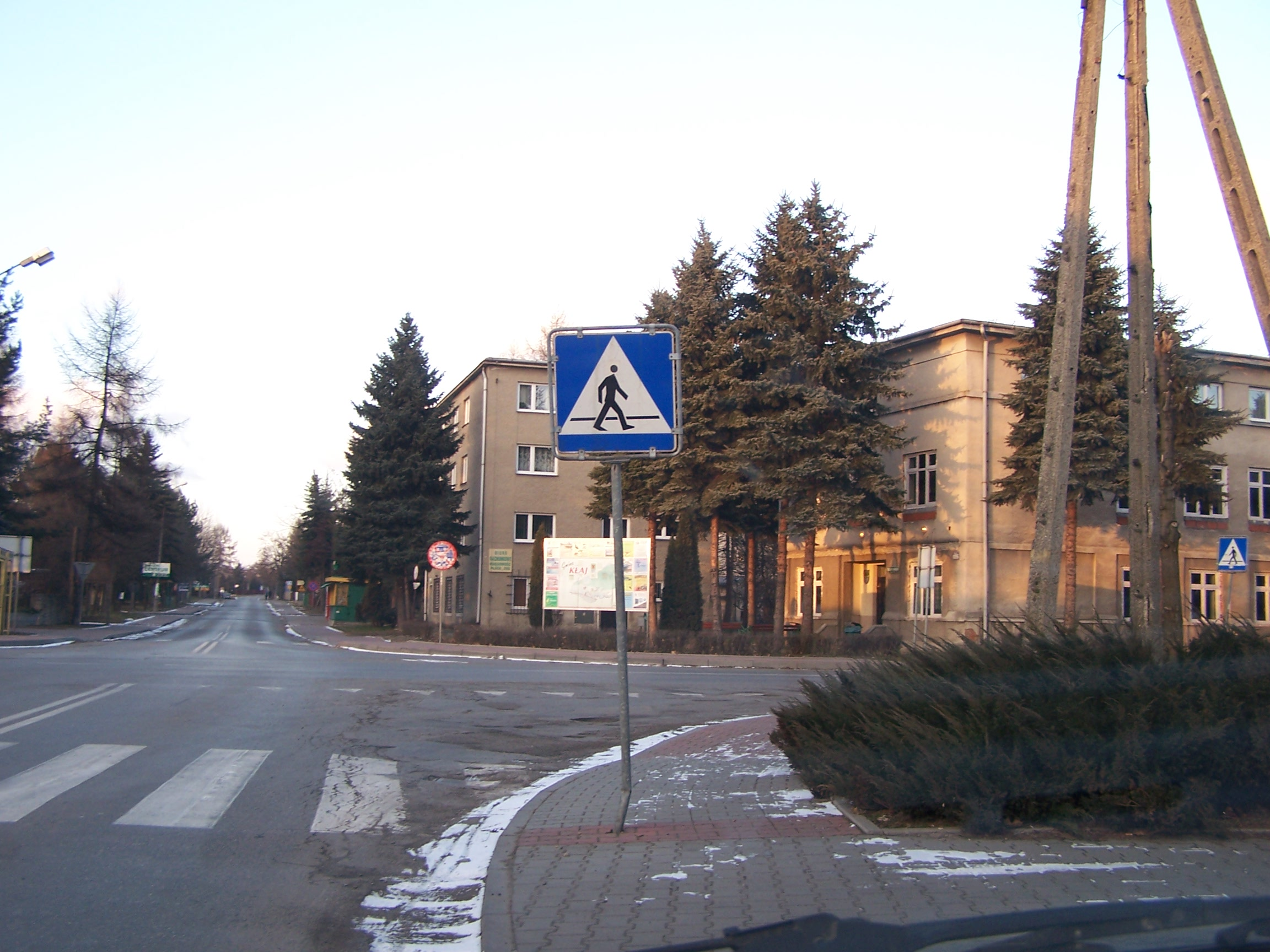
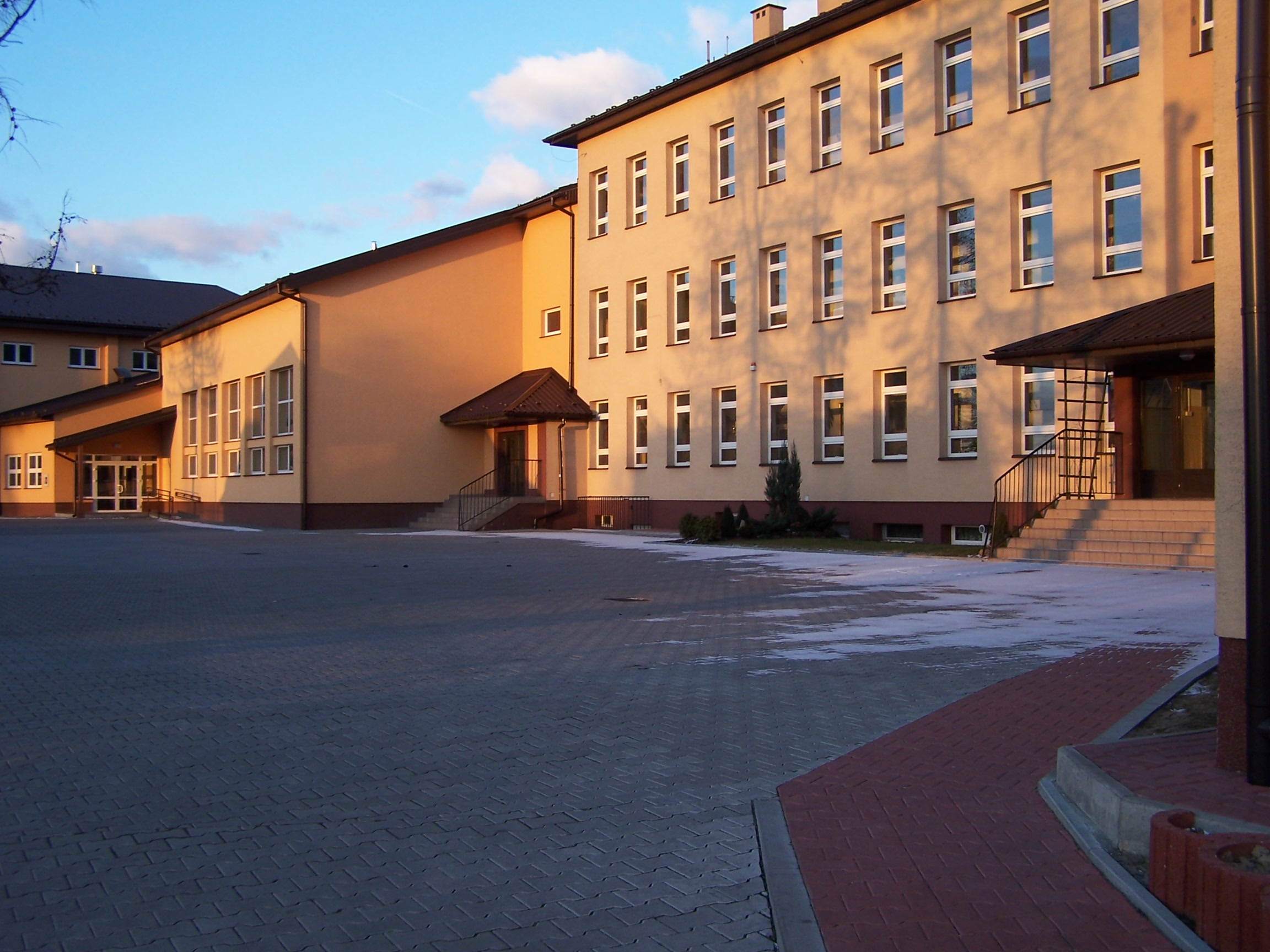
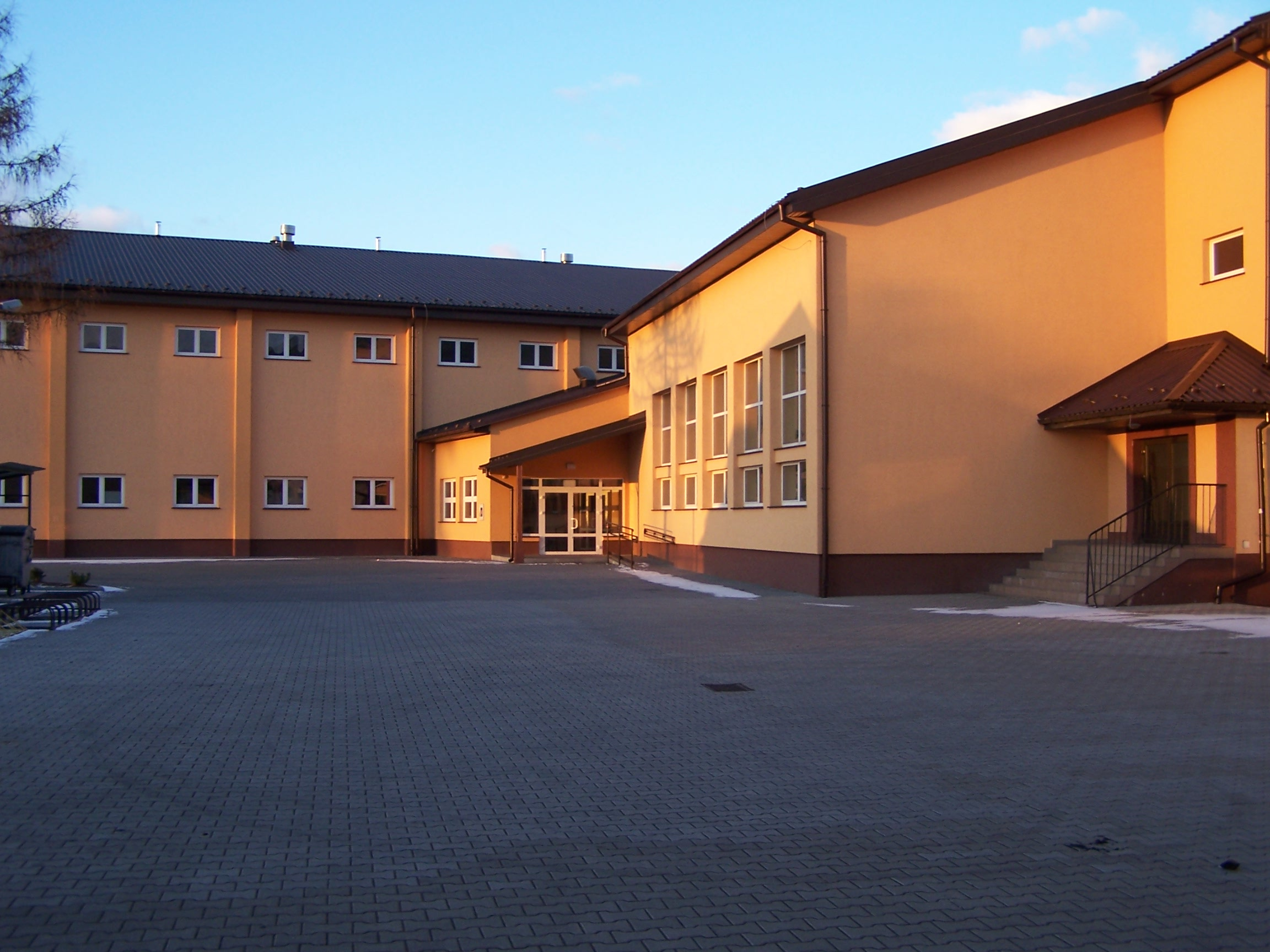
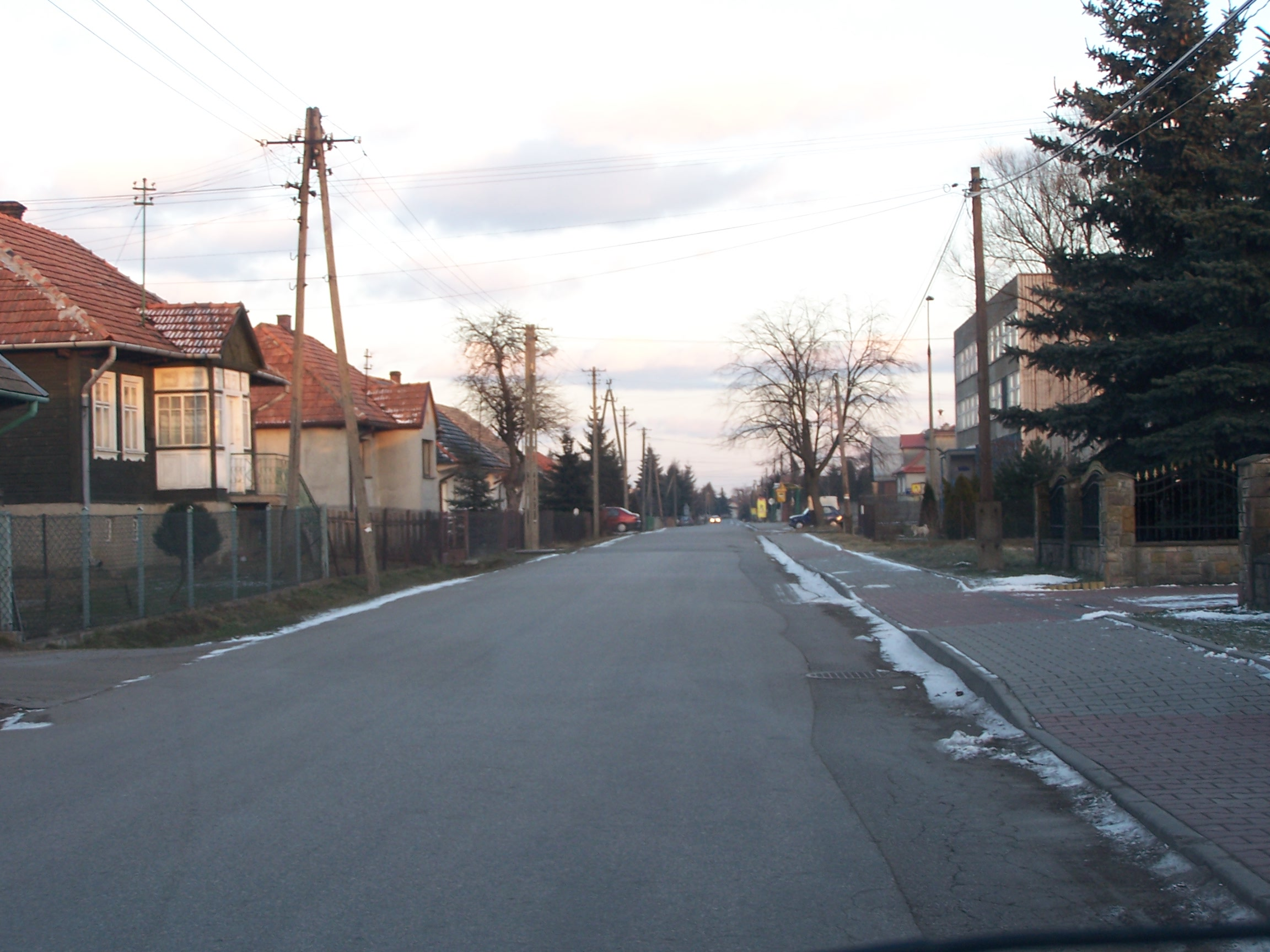